# چهگالنایا
چهگالنایا (به لاتین: Chhagalnaiya) یک منطقهٔ مسکونی در بنگلادش است که در ناحیه فنی واقع شده‌است. چهگالنایا ۱۳۳٫۴۹ کیلومتر مربع مساحت و ۱۵۴٬۱۱۶ نفر جمعیت دارد.